# Escut de la Vajol
L'escut oficial de la Vajol té el següent blasonament:
Escut caironat: d'atzur, una mitra d'argent embellida d'or, en barra, i per damunt d'un bàcul de bisbe d'or, en banda. Per timbre, una corona de poble.

## Història
Va ser aprovat el 26 de maig del 2009 i publicat al DOGC número 5.397, el 10 de juny del mateix any.
La mitra i el bàcul són els atributs de sant Martí, bisbe de Tours, patró local. Està basat en l'escut tradicional que usava l'Ajuntament, si més no des de mitjan segle xix, que reproduïa una imatge naturalista del sant dempeus, amb el bàcul i la mitra, i més endavant només constava dels senyals episcopals, com l'escut oficialitzat modernament.